# Unterschleißheim
Unterschleißheim è una città tedesca di 27 557 abitanti, situata nel land della Baviera.